# Curtea de Apel Cluj
Curtea de Apel Cluj este una din cele 16 curți de apel din România (15 curți de apel civile, respectiv Curtea militară de apel). Funcționează în Palatul de Justiție din Cluj, intrarea din Piața Ștefan cel Mare (fostă Hunyadi János).

## Competența teritorială
- județul Bistrița-Năsăud
- județul Cluj
- județul Maramureș
- județul Sălaj

## Secții
- Secția I civilă
- Secția a II-a civilă
- Secția a III-a contencios administrativ și fiscal
- Secția a IV-a pentru litigii de muncă și asigurări sociale

## Istoric
Curtea de Apel Cluj a fost înființată în baza legii ungare nr. XXV din anul 1890, odată cu curțile de apel din Oradea Mare, Târgu Mureș și Timișoara. Avea inițial în raza ei de activitate șapte tribunale, anume cele din Alba Iulia, Bistrița, Cluj, Dej, Deva, Sibiu și Turda. După unirea Transilvaniei cu România, Curtea de Apel Cluj a funcționat până în 1924 pe baza dispozițiilor normative ale Consiliului Dirigent, iar din 1924, în baza legii din 25 iunie 1924 privind organizarea judecătorească a Regatului Român. În baza acestei legi Curtea de Apel Cluj cuprindea în sfera sa de competență tribunalele din 6 județe: județul Alba (interbelic), județul Cluj (interbelic), județul Hunedoara (interbelic), județul Năsăud, județul Someș, și județul Turda.
În perioada 1940-1944, în urma Dictatului de la Viena, Curtea de Apel Cluj a funcționat la Sibiu, iar la Cluj a fost instituită Curtea de Apel Regală Ungară, până în anul 1944.
După cel de-al doilea război mondial, în anul 1945, Curtea de Apel a revenit la Cluj și a continuat să funcționeze până la reforma justiției din 19 iunie 1952, prin care curțile de apel au fost desființate. Concomitent a fost organizat Tribunalul Regional Cluj. Curtea de Apel Cluj a fost reînființată în baza legii nr. 92 din anul 1992.